# Милославский, Валериан Владимирович
Милославский Валериан Владимирович (1880—1961) — советский гигиенист, профессор, заслуженный деятель науки РСФСР и Татарской АССР.

## Биография
Отец был чиновником, мать — дворянкой. Она работала учительницей. Милославский выпустился из Тверской духовной семинарии и в 1900 году поступил в Томского университета. Почти все время учёбы Милославский был старостой курса. Валериан Владимирович несколько раз участвовал в забастовках студентов, вследствие чего срок обучения продлился на семь лет. Окончив университет, Милославский начал работать врачом Нижнеудиской участковой больницы Сибирской железной дороги. В 1907 году Милославский окончил медицинский факультет Томского университета.
В 1908 году Валериан Владимирович устроился участковым врачом в селе Кагальник Донской области.
С 1910 года Милославский работал на кафедре гигиены Казанского университета, которую возглавлял с 1933 года до конца жизни.
В 1914 году Валериан Владимирович попал в армию, где занимал несколько должностей: был младшим врачом артиллерийского дивизиона, младшим врачом дезинфекционного железнодорожного отряда, а также старшим врачом санитарно-гигиенического отряда. После армии в 1918 году Милославский возвратился в Казань, где занял должность проректора кафедры гигиены Казанского университета. В 1920 году Милославский защитил диссертацию на тему «Загрязнение речки Казанки». Затем он стал проректором, а после приват-доцентом. В начале 1923 года был избран профессором этой кафедры. До 1928 года Милославский руководил кафедрой социальной гигиены. С 1939 по 1950 год Валериан Владимирович был заведующим кафедры гигиены в Казанском стоматологическом институте. В 1910—1926 годах Милославский руководил оспопрививательным институтом губернского земства.
За время работы заведующим кафедрой гигиены Казанского государственного медицинского университета под руководством Милославского было написано более 150 научных работ.
Милославский опубликовал 65 научных работ, которые были посвящены темам водоснабжения и оздоровления условий труда на промышленных предприятиях Татарии.
Валериан Владимирович принимал участие в экспедициях, целью которых являлось изучение эндемического зоба в разных районах СССР (в Марийской АССР, на Урале, в Забайкалье и др.), показал важность особенностей питания в этиологии заболеваний.
Сотрудники кафедры гигиены Казанского государственного медицинского университета под руководством В. В. Милославского первыми в СССР начали исследования роли микроэлементов в этиологии и патогенезе эндемического зоба.
Валериан Владимирович был членом редакционной коллегии «Казанского медицинского журнала» и членом Ученого совета М3 Татарской АССР. С 1925 года Милославский был председателем научного общества гигиенистов и санитарных врачей Татарии.
Милославского наградили двумя орденами Трудового Красного Знамени, орденом Ленина, а также медалями.

## Сочинения
- Проблема этиологии эндемического зоба, в книге: Эндемический зоб на Урале, под редакцией В. А. Ляпустина, т. 1, с. ИЗ, Свердловск — М., 1933
- Загрязнение реки Казанки по исследованиям 1912—1938 гг., Труды Казанского медицинского института, в. 1-2, с. 309, 1939
- Минеральный состав местных пищевых продуктов, Сборник научных работ Казанского медицинского института, в. 1, с. 9, 1957 (совм, с др.).